# الجيش الوطني الليبي
الجيش الوطني الليبي أو القوات المسلحة العربية الليبية هو قوات وتكتلات عسكرية في ليبيا وكانَ يُعتبر سابقًا إلى حدٍ بعيد الجيش الوطني للبلاد حيثُ يتألّف من بقايا جنود و ضباط كتائب النظام السابق لمعمر القذافي و يتكون من القوات البرية والقوات الجوية. أُسّس هذا الجيش من قِبل الحكومة الليبية بعد الحرب الأهلية التي اندلعت عام 2011 وذلك بعدما هزمَ – رفقة آخرين – الجيش الليبي الذي كان يأتمرُ بأوامر معمر القذافي. تغيّرت وضعيّة هذا الجيش عام 2014 حينما أصبحَ فصيلًا سياسيًا تحت قيادة الجنرال المتقاعد خليفة حفتر والذي انقلبَ ضدّ المؤتمر الوطني العام ؛ ثمّ تغيّر الأمر أكثر أواخر عام 2015 عندما تمّ تأسيس حكومة الوفاق الوطني في طرابلس والتي اعتُرف بها دوليًا قبل أن تقوم بإنشاء جيش البلاد الوطني؛ ومنذُ ذلك الحين لم يتم الاعتراف بما يُعرف بـ «الجيش الوطني الليبي» تحتَ قيادة اللواء المتقاعد خليفة حفتر كجيشٍ للدولة.
برزَ الجيشُ العربي الليبي في الحرب الأهلية التي اندلعت عام 2014 ولا زالت مُستمرة حتى الآن؛ حيثُ أعلنَ تبعيّته بدايةً لمجلس النواب الليبي في طبرق والذي كانَ مُعترفًا به دوليًا حتى أكتوبر 2015. حاربَ ما يُعرف بالجيش الوطني الليبي ضدّ المؤتمر الوطني العام الجديد المُشكّل من فصائل و كتائب كان لها الدور البارز في ثورة فبراير ضد كتائب القذافي ، ليس لدى حكومة الوفاق الوطني المعترف بها دوليًا في طرابلس جيش مُنظم وموحد ولكنها تعتمد على مجموعة منَ الفصائل و الكتائب المُختلفة في شمال غرب ليبيا والتي تعمل تحت قيادة وزارة الدفاع بالحكومة الوطنية.
في بداية الحرب الأهلية الليبية الثانية؛ انقسم الجيش بين فصيلين؛ أولٌ تبعَ خليفة حفتر والذي كان يتصرف «بشكلٍ مستقلٍ» إلى حد كبير وثانٍ تبعَ عبد السلام العبيدي والذي اعتمدَ في تحركّاتهِ على أوامر من السلطات السياسية. بحلول عام 2014؛ عيّن مجلس النواب – المعترف به دوليًا كجزء من اتفاق الصخيرات والمدعوم من عدد من الدول العربية والأوروبية – اللواء المُتقاعد حفتر قائداً للجيش بأكمله كما أعادَ توحيد الفصيلين. على المستوى العسكري؛ يمتلكُ ما يُعرف بالجيش الوطني الليبي سلاح الجو الخاص بهِ لكن معظم القوات البحرية الليبية موالية لحكومة الوفاق في العاصِمة طرابلس.

## التشكيل

### القوات البرية
تشملُ التشكيلات المكوّنة للقوات البريّة:
- لواء الصاعقة السابع عشر للقوات الخاصة - طرابلس
- اللواء السابع والعشرون - طرابلس.[3]
- القوات الخاصّة وَهي وحدة من جيش النخبة؛ مُكوّنة من مزيج من المظليين والقوات الخاصة ويبلغُ عددهم بضعة آلاف كما يعملون على تقديمِ تقاريرهم مباشرة إلى وزارة الدفاع. تحظى هذه القوات بشعبيةٍ في مدينة بنغازي لا سيما في ضوء معارضتها لجماعة أنصار الشريعة ولأنها تعتبر رمزًا من رموز القوات المسلحة الليبية.[4]

## القيادة
اعتبارًا من ديسمبر/كانون الأول 2017؛ يُعتبر اللواء عبد الرزاق الناظوري رئيس أركان الجيش الوطني الليبي، في حين يُعدّ خليفة حفتر القائد العام للجيش، فيما يُعتبر محمود الورفلي – الصادرة بحقّه مذكرة اعتقال عن المحكمة الجنائية الدولية – قائدًا محوريًا في منظمة الصاعقة التابعة لما يُعرف بالجيش الوطني الليبي.

## التاريخ

### 2011 - 2013
تأسّسَ الجيش الوطني الليبي في عام 2011 من قِبل المجلس الوطني الانتقالي وذلك بعد أن هزمَ الجيش الليبي السابق الذي كان اصلا مكونا من كتائب قبلية و ميليشيات بعضها تشادي و سوداني مُطيحًا بنظام معمر القذافي. خِلال الحرب؛ تعرضت مستودعات وقواعد الإمداد لأضرار جسيمة شكّلت تحديًا للجيش الجديد يتمثل بالأساسِ في إعادة بناء جزء كبير من البنية التحتية العسكرية للبلاد. عُيّن يوسف المنقوش كأول رئيس لهيئة الأركان في 2 كانون الثاني/يناير 2012 وبدأَ هذا الجيشُ في نشر قواته على التراب الليبي في 23 شباط/فبراير من نفس العام حيثُ تركّز انتشارهُ في الكفرة لحسمِ الصراع القبلي الذي اندلعَ هناك.
بالعودةِ إلى نوفمبر 2011؛ فقد كانَ المجلس الوطني الانتقالي قد بدأَ «العملية الصعبة» لإعادة هيكلة الجيش حيث شكل الأفراد العسكريون الذين انشقوا عن حكومة القذافي والمقاتلين السابقين في جيش التحرير الوطني أساسَ الجيش الليبي الجديد. حينها اختِير اللواء خليفة بلقاسم حفتر كقائد عام للجيش الجديد بسبب خبرته العسكرية وولائه للثورة التي أطاحت بالقذافي.
في تلك الفترة؛ كان يبلغُ تعداد الجيش الليبي من الجنود المدربين بضعة آلاف فقط وحاول بسرعة تدريب مقاتلين جدد بهدفِ حفظ السلام في جميع أنحاء البلاد وردع «الميليشيات» من التصرف دون أوامر من المجلس الانتقالي كما كانَ مسؤولاً عن التوسط لوقف إطلاق النار في مناسبة واحدة على الأقل في نوفمبر بين الميليشيات المتحاربة من الزاوية والمايا.
في الأوّل من ديسمبر/كانون الأول 2011؛ تم الإبلاغ عن قيام جيش التحرير الوطني بدمج ما يصل إلى 50,000 من مقاتليهِ في الجيش الوطني الليبي الجديد وقوات الشرطة بمساعدة فرنسيّة كما سرت أخبار حولَ أهداف طويلة الأجل لدمج ما يصل إلى 200,000 مقاتل من الألوية التي قاتلت القذافي خلال الحرب الأهلية في صفوف الجيش حديث العهد.
في نفسِ الشهر؛ وافقت إيطاليا على توفير التدريب للجيش الليبي من أجلِ ضبط الأمور في ليبيا وعدم الانسياق وراءَ الحرب الأهليّة. في نفسِ الوقت أيضًا؛ حصلَ عددٌ من الثوار السابقين على وظائف في الجيش الجديد كما أعلنت الحكومة أنهم سيكونون أحرارًا في الانضمام إلى القوات الخاصة أو البحرية أو غيرها فيما قالَ أسامة الجويلي وزير الدفاع حينها: «الفكرة هي ضخ دماء جديدة في الجيش الذي تم تهميشه من قبل الطاغية [في إشارةٍ إلى القذافي].»
في الخامس من يناير/كانون الثاني 2012؛ قالَ اللواء يوسف المنقوش إن الجيش الليبي الجديد يُواجه عقبات رئيسية مثل إعادة بناء قواعد دُمرت خلال الحرب مع قوات القذافي فضلًا عن نزع سلاح الميليشيات التي لم تكن جزءًا من الجيش الجديد؛ فيمَا اللواء خليفة حفتر في وقت لاحق «إن الأمر قد يستغرق ما بين ثلاث وخمس سنوات حتى تتمكن ليبيا من إنشاء جيش قادرٍ على حماية حدودها.»
في 7 أيّار/مايو 2013؛ استقال وزير الدفاع محمد البرغثي بسبب أزمة سببها المسلحون الذين حاصروا وزارتين لأكثر من أسبوع لكنّهُ سحب في وقتٍ لاحقٍ استقالته بعد أن أقنعه رئيس الوزراء زيدان بالبقاء.
بموجب اتفاق تم التوصل إليه في قمة مجموعة الثمانية في حزيران/يونيو 2013؛ تعهدت دول الناتو وبالأخص المملكة المتحدة، إيطاليا، تركيا والولايات المتحدة بالمساعدة في تدريب ما يصل إلى 15,000 فرد من وحدات الجيش الوطني الليبي على مدار عامين. كان على تلك الدول أخذ وحدات من الألوية المشكلة حديثًا لمدة 10 أسابيع من التدريب المكثف للمشاة؛ وَكان من المقرر أن يبدأ اللواء السابع والعشرون في باسنجورن في شرق إنجلترا في كانون الثاني/يناير 2014، لكن ونتيجة للاضطرابات والاعتداءات الجنسية من قِبل بعض طلاب الجيش العربي الليبي؛ ألغت المملكة المتحدة البرنامج في نوفمبر 2014 وأُعيد المتدربون إلى ليبيا باستثناء خمسة منهم حوكموا بسبب ارتكابهم جرائمَ جنسيّة.

### 2016 - حاليًا
في أواخر عام 2016؛ دفعَ اللواء عبد الرزاق الناظوري من الجيش الوطني الليبي العديد من رؤساء البلديات المنتخبين في شرق ليبيا إلى الاستقالة أو الإقالة وعوّضهم بأشخاص غير منتخبين معظمهم عسكريون. إجمالًا؛ حلَ الجيش الوطني الليبي – الذي كان يُفترض به حماية حدود الدولة وحفظ الأمن – محل تسعة مجالس منتخبة من أصل 27 في منطقة سيطرته.

## العَتاد
في حين أنه من المعروف إلى حدٍ ما المعدات التي يستخدمها ما يُعرف بالجيش الوطني الليبي؛ فإنّ الأرقام الدقيقة للمعدات المذكورة أدناه والمستخدمة حاليًا غير معروفة لكنّ ما هو مؤكد هو أن كمية معقولة من معداتهم جاءت من مخزونات الجيش الليبي السابق.

### الأسلحة الصغيرة
| الاسم            | الصورة      | بلد المنشأ       | النوع              | العيار        | ملاحظات                                 |
| عيار الناتو      | عيار الناتو | عيار الناتو      | عيار الناتو        | عيار الناتو   | عيار الناتو                             |
| ---------------- | ----------- | ---------------- | ------------------ | ------------- | --------------------------------------- |
| إف إن بي 90      |             | بلجيكا           | سلاح دفاع الشخصي   | 5.7 × 28 مم   |                                         |
| بيريتا 92        |             | إيطاليا          | مسدس               | 9 × 19 مم     |                                         |
| زاستافا سي زي 99 |             | صربيا            | مسدس               | 9 × 19 مم     |                                         |
| بيريتا إم 12     |             | إيطاليا          | مدفع رشاش          | 9 × 19 مم     |                                         |
| زاستافا إم 21    |             | صربيا            | بندقية اقتحام      | 5.56 × 45 مم  | تُستخدم على الأرجح من قِبل القوات الخاصة  |
| إف إن إف 2000    |             | بلجيكا           | بندقية اقتحام      | 5.56 × 45 مم  | تُستخدم على الأرجح من قِبلِ القوات الخاصة. |
| إف إن فال        |             | بلجيكا           | بندقية معركة       | 7.62 × 51 مم  |                                         |
| جي 3             |             | ألمانيا الشرقية  | بندقية معركة       | 7.62 × 51 مم  |                                         |
| زاستافا إم 07    |             | صربيا            | بندقية معركة       | 7.62 × 51 مم  | تستخدم على الأرجح من طرفِ القوات الخاصة. |
| زاستافا إم 93    |             | صربيا            | بندقية قنص         | 12.7 × 99 مم  | تستخدم على الأرجح من قِبل القوات الخاصة. |
| بينيلي إم 4      |             | إيطاليا          | شوزن               | عيار 12 مم    | تستخدمها القوات الخاصة                  |
| عيار السوفيات    |             |                  |                    |               |                                         |
| توكاريف 33       |             | الاتحاد السوفيتي | مسدس               | 7.62 × 25 مم  |                                         |
| أيه كيه-47       |             | الاتحاد السوفيتي | بندقية اقتحام      | 7.62 × 39 مم  |                                         |
| أيه كيه أم       |             | الاتحاد السوفيتي | بندقية اقتحام      | 7.62 × 39 مم  |                                         |
| دراغونوف         |             | الاتحاد السوفيتي | بندقية قنص         | 7.62 × 54 مم  |                                         |
| زاستافا إم 91    |             | يوغوسلافيا       | بندقية قنص         | 7.62 × 54 مم  |                                         |
| آر بي كي         |             | الاتحاد السوفيتي | رشاش متعدد الأغراض | 7.62 × 39 مم  |                                         |
| رشاش بي كي       |             | الاتحاد السوفيتي | رشاش متعدد الأغراض | 7.62 × 54 مم  |                                         |
| رشاش دراغونوف    |             | الاتحاد السوفيتي | رشاش متعدد الأغراض | 7.62 × 54 مم  |                                         |
| زاستافا إم 84    |             | يوغوسلافيا       | رشاش متعدد الأغراض | 7.62 × 54 مم  |                                         |
| دوشكا            |             | الاتحاد السوفيتي | مدفع رشاش ثقيل     | 12.7 × 108 مم |                                         |
| زاستوفا إم 02    |             | صربيا            | مدفع رشاش ثقيل     | 12.7 × 108 مم |                                         |

### الدبابات
| الاسم | الصورة | بلد المنشأ       | النوع             | ملاحظات |
| ----- | ------ | ---------------- | ----------------- | --- |
| تي-34 |        | الاتحاد السوفيتي | دبابة قِتال رئيسيّة | هي دبابة قتال متوسطة يُحتمل أنّها من مخلّفات جيش القذافي                                                                                          |
| تي-55 |        | الاتحاد السوفيتي | دبابة قتال رئيسية | هي أيضًا دبابة قتال رئيسية يملكُ الجيش الوطني الليبي بقيادة حفتر عددًا غير معروفٍ منها                                                             |
| تي-62 |        | الاتحاد السوفيتي | دبابة قتال رئيسية | دبابة قتال رئيسية سوفيتية الصُنع دخلت البلاد خلال عهد القذافي ومن المُحتملِ جدًا أن الجيش الوطني الليبي قد استولى عليها من يدِ الجيش الليبي المُنهار |
| تي-72 |        | الاتحاد السوفيتي | دبابة قتال رئيسية | نسخة متطوّرة من دبابات القتال الرئيسية تي سوفيتيّة الصنع ويملكُ الجيش الوطني الليبي عددًا غير معروف منها                                           |

### الصواريخ
| الاسم                             | الصورة                    | بلد المنشأ                | ملاحظات                                                                 |
| الصواريخ المضادة للدبابات         | الصواريخ المضادة للدبابات | الصواريخ المضادة للدبابات | الصواريخ المضادة للدبابات                                               |
| --------------------------------- | ------------------------- | ------------------------- | ----------------------------------------------------------------------- |
| بندقية كارل جوستاف                |                           | السويد                    |                                                                         |
| بندقية إم 40 عديمة الارتداد       |                           | الولايات المتحدة          |                                                                         |
| جيفالين                           |                           | الولايات المتحدة          |                                                                         |
| إم 79 أوسا                        |                           | يوغوسلافيا                |                                                                         |
| آر بي جي 7                        |                           | الاتحاد السوفيتي          | استُخدم هذا السلاح من قِبل جميع الفصائل تقريبًا في الصراع أو النزاع الليبي |
| الصواريخ المضادة للدبابات الموجّهة |                           |                           |                                                                         |
| الصاروخ ميلان                     |                           | ألمانيا                   |                                                                         |
| ماليوتكا                          |                           | الاتحاد السوفيتي          |                                                                         |
| إيه تي 4 فاجوت                    |                           | الاتحاد السوفيتي          |                                                                         |
| 9م113 كونكورس                     |                           | الاتحاد السوفيتي          |                                                                         |

### المركبات
| الاسم                 | الصورة                | بلد المنشأ               | ملاحظات                                                                              |
| ناقلات الجنود المدرعة | ناقلات الجنود المدرعة | ناقلات الجنود المدرعة    | ناقلات الجنود المدرعة                                                                |
| --------------------- | --------------------- | ------------------------ | ------------------------------------------------------------------------------------ |
| بي تي أر-60           |                       | الاتحاد السوفيتي         |                                                                                      |
| بي أر دي إم-2         |                       | الاتحاد السوفيتي         |                                                                                      |
| بي إم بي-1            |                       | الاتحاد السوفيتي         |                                                                                      |
| بي إم بي-3            |                       | روسيا                    | حصلَ ما يُعرف بالجيش الوطني الليبي على 10 من ناقلات الجنود المدرّعة هذه عام 2013        |
| النمر                 |                       | الإمارات العربية المتحدة | تبقّى لهُ حوالي 169 في الخِدمة                                                          |
| بوما 4 × 4            |                       | إيطاليا                  | حصلَ على 20 ناقلة من هذا النوع من الحُكومة الإيطالية كتبرع من أجلِ تثبيت الأمن في ليبيا |
| هامفي                 |                       | الولايات المتحدة         | تبرّع له الجيش الأمريكي بـ 200 ناقلة من هذا النوع                                     |
| سِلاح المدفعيّة         |                       |                          |                                                                                      |
| بي إم-21 غراد         |                       | الاتحاد السوفيتي         | عبارة عن نظام مدفعيّ لإطلاق صواريخ متعدّدة                                             |
| بالماريا              |                       | إيطاليا                  |                                                                                      |
| فجر-1                 |                       | الصين                    | قاذفة صواريخ مُتعدّدة                                                                  |
| زي أس يو-23-4 شيلكا   |                       | الاتحاد السوفيتي         |                                                                                      |